# Streett-Automat
In der Automatentheorie, einem Teilgebiet der Informatik, ist ein Streett-Automat eine spezielle Form des ω-Automaten.

## Streett-Automaten zur Worterkennung
Ein (nicht-)deterministischer Streett-Automat ist ein 5-Tupel {\displaystyle {\mathcal {A}}=\left(Q,\Sigma ,\delta ,q_{0},{\mathcal {R}}\right)} wobei gilt:
- {\displaystyle Q} ist eine endliche Menge von Zuständen, die Zustandsmenge
- {\displaystyle \Sigma } ist eine endliche Menge von Symbolen, das Eingabealphabet
- {\displaystyle \delta } ist die Übergangsfunktion:
  - im deterministischen Fall mit {\displaystyle \delta \colon Q\times \Sigma \rightarrow Q}
  - im nicht-deterministischen Fall mit {\displaystyle \delta \colon Q\times \Sigma \rightarrow 2^{Q}}
- {\displaystyle q_{0}\in Q} ist der Startzustand
- {\displaystyle {\mathcal {R}}\subseteq 2^{Q}\times 2^{Q}} ist eine Familie von Paaren von Zustandsmengen

Dabei bezeichnet {\displaystyle 2^{Q}} die Potenzmenge von {\displaystyle Q}.

## Akzeptanzverhalten
Ein unendliches Wort {\displaystyle w=a_{1}a_{2}\ldots } wird vom Streett-Automaten {\displaystyle {\mathcal {A}}} akzeptiert genau dann, wenn für einen (deterministisch: den) zugehörigen unendlichen Pfad {\displaystyle \pi =q_{0}\;{\xrightarrow {a_{1}}}\;q_{1}\;{\xrightarrow {a_{2}}}\;q_{2}\;\ldots } gilt:
{\displaystyle \forall (E,F)\in {\mathcal {R}}:\operatorname {Inf} (\pi )\cap F\neq \emptyset \Rightarrow \operatorname {Inf} (\pi )\cap E\neq \emptyset }, d. h. falls ein Zustand aus {\displaystyle F} unendlich oft besucht wird, dann wird auch mindestens ein Zustand aus dem zugehörigen {\displaystyle E} unendlich oft besucht.
Alternativ findet sich die äquivalente Akzeptanzbedingung {\displaystyle \forall (E,F)\in {\mathcal {R}}:\operatorname {Inf} (\pi )\cap E\neq \emptyset \lor \operatorname {Inf} (\pi )\cap F=\emptyset }.
Diese Akzeptanzbedingung ist dual zur Akzeptanzbedingung des Rabin-Automaten.